# La Estación, Querétaro Arteaga
La Estación är en ort i Mexiko.   Den ligger i kommunen Peñamiller och delstaten Querétaro Arteaga, i den centrala delen av landet, 190 km norr om huvudstaden Mexico City. La Estación ligger 1 278 meter över havet och antalet invånare är 516.
Terrängen runt La Estación är kuperad västerut, men österut är den bergig. La Estación ligger nere i en dal. Runt La Estación är det ganska glesbefolkat, med 38 invånare per kvadratkilometer. Närmaste större samhälle är Pinal de Amoles, 16,9 km nordost om La Estación. Omgivningarna runt La Estación är i huvudsak ett öppet busklandskap.